# Venezia Euganea
La Venezia Euganea è una regione storico-geografica dell'Italia settentrionale, composta dagli odierni territori del Veneto (province di Venezia, Rovigo, Padova, Vicenza, Verona, Belluno, Treviso) e del Friuli (ex province di Udine e Pordenone). Detta anche Venezia propria, con la Venezia Giulia e la Venezia Tridentina, fa parte delle Tre Venezie.  Capoluogo della Venezia Euganea era Venezia.

## Storia
Con il trattato di pace di Parigi del 1947 la maggior parte della Venezia Giulia (province di Pola, Fiume, Zara e gran parte di quella di Gorizia) venne annessa dalla Jugoslavia, mentre Trieste e l'entroterra formarono un nuovo stato, il Territorio Libero di Trieste, amministrato da angloamericani e jugoslavi. 
I territori rimasti in Italia della Venezia Giulia assieme alle province di Udine e Pordenone formarono nel secondo dopoguerra il Friuli-Venezia Giulia. La regione Veneto fu istituita con le restanti province della ex Venezia Euganea. Il termine fu coniato dal linguista goriziano Graziadio Isaia Ascoli, fu in voga durante il Ventennio e utilizzato fino al 1963.